# Бендіда

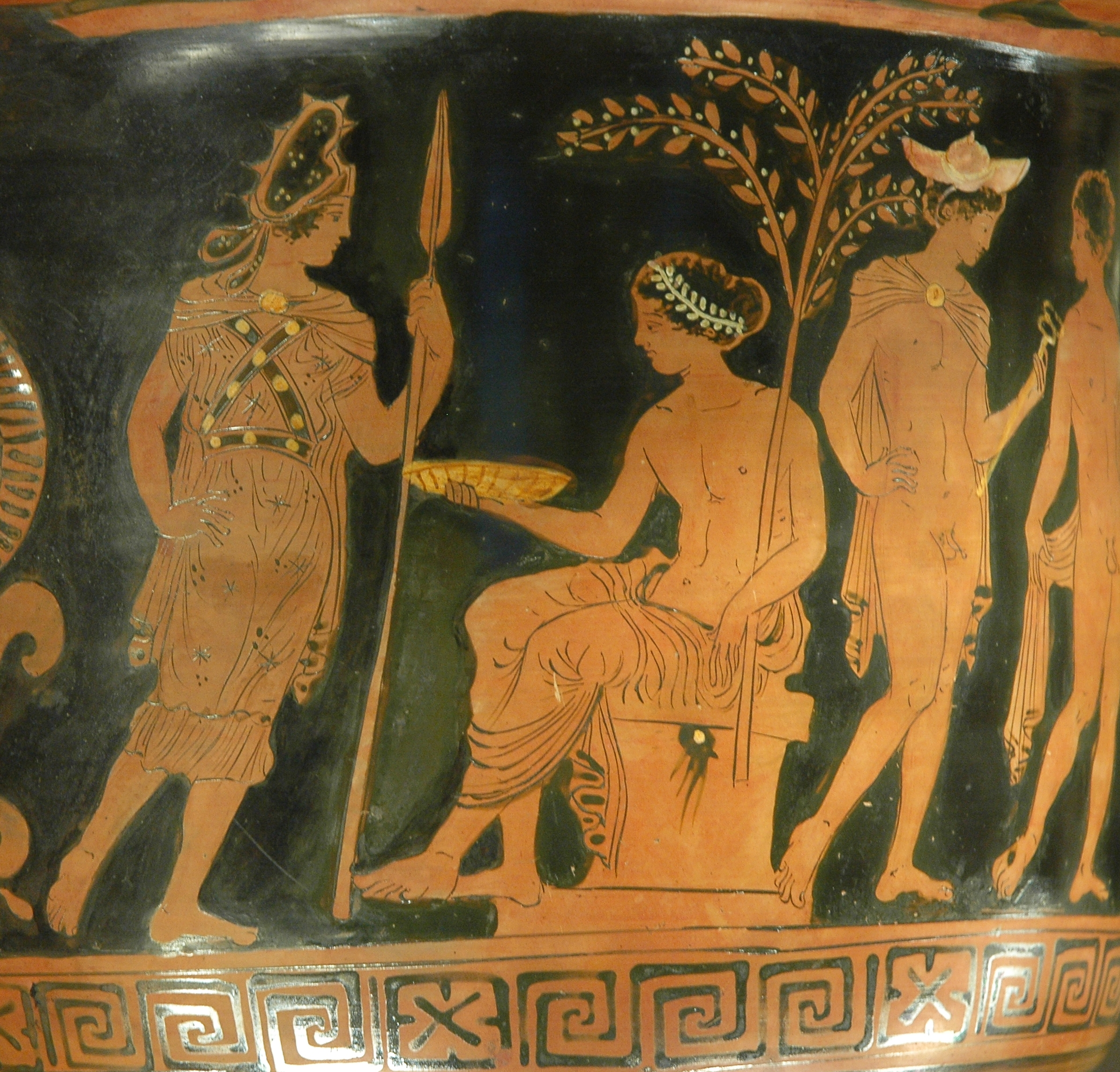

Бенді́да (грец. Bendis) — фригійська богиня війни, яку в Аттиці ототожнювали з Артемідою, Гекатою й Персефоною. її шанували також на острові Лемнос під ім'ям Великої богині. За свідченням Страбона, урочистості на честь Бендіди у Фракії справлялися так само, як і у Фригії. Культ Бендіди в сиву давнину прийняло грецьке населення на фракійських узбережжях, а торговельні зносини перенесли його до Аттики. Арістофан написав комедію «Лемніанки», можливо, з наміром засудити культ чужоземної богині, але це нічого не дало. В Афінах прихильники культу Бендіди твердили, що вона для них не чужоземна богиня, а інша іпостась Артеміди Бравронської. Згодом на честь Бендіди встановлено бендідеї; в Піреї споруджено храм. Платон подає відомості про святкування бендідеїв: процесії греків разом з осілими фракійцями, біг із смолоскипами та інші обряди, що нагадували діонісії.